# Lenarchus rho
Lenarchus rho är en nattsländeart som först beskrevs av Milne 1935.  Lenarchus rho ingår i släktet Lenarchus och familjen husmasknattsländor. Inga underarter finns listade i Catalogue of Life.